# Heterusia deprivata
Heterusia deprivata là một loài bướm đêm trong họ Geometridae.